# Remigijus Ačas
Remigijus Ačas (* 27. Dezember 1962 in Rietavas) ist ein litauischer Politiker.

## Leben
Nach dem Abitur 1981 an der 4. Mittelschule Kėdainiai absolvierte er von 1981 bis 1986 das Diplomstudium der Mechanik an der Lietuvos žemės ūkio akademija und 2006 das Masterstudium des Rechts und Verwaltung an der Mykolo Romerio universitetas.
Von 1986 bis 1987 arbeitete er als Ingenieur im Sowchos-Technikum in Lančiūnava (Rajongemeinde Kėdainiai). Von 1995 bis 1997 war er Direktor der UAB „Agrorema“. 2003 war er Berater von Rolandas Paksas. Von 2004 bis 2011 und von Herbst 2012 bis 2016 war er Mitglied im Seimas. 2011 war er Bürgermeister der Rajongemeinde Raseiniai. Von Dezember 2016 bis Dezember 2017 arbeitete er als Direktor der Verwaltung der Gemeinde Raseiniai.
2023 wurde er verurteilt.
Von 2000 bis 2002 war er Mitglied der Lietuvos liberalų sąjunga, von 2002 bis 2003 stellvertretender Vorsitzender der Liberalų demokratų partija (LDP), ab 2003 Mitglied der Tvarka ir teisingumas und seit August 2013 der LRLS.

## Familie
Ačas ist verheiratet. Seine Ehefrau ist Politikerin Vida Ačienė (* 1963). Sie haben den Sohn Irmantas und die Tochter Eglė (Ehefrau des Basketballspielers Jonas Valančiūnas).